# شبكة حقاني
شبكة حقاني (بالبشتوية: حقانى شبكه)‏ هي جماعة متمردة إسلامية أفغانية، نشأت من عائلة تحمل نفس الاسم استخدمت الحرب غير المتكافئة في أفغانستان للقتال ضد القوات السوفيتية في ثمانينات القرن العشرين، وقوات الناتو بقيادة الولايات المتحدة وجمهورية إيران الإسلامية وحكومة جمهورية أفغانستان الإسلامية في القرن الحادي والعشرين. تُعتبر فرعًا «شبه مستقل» من حركة طالبان. كانت مجموعةً نشطة للغاية في شرق أفغانستان وعبر الحدود في شمال غرب باكستان.
تأسست شبكة حقاني في عام 1970 من قبل جلال الدين حقاني، الذي كان شخصًا أصوليًا من قبيلة زدران. قاتل حقاني مع فصيل المجاهدين التابعين ليونس خالص ضد الاتحاد السوفييتي في ثمانينات القرن العشرين. توفي جلال الدين حقاني في 2018 ويقود ابنه سراج الدين حقاني المجموعة حاليًا. كانت شبكة حقاني واحدةً من أكثر الجماعات المعادية للسوفييت التي مولتها المخابرات المركزية الأمريكية في ثمانينات القرن العشرين. في المراحل الأخيرة من الحرب، أقام حقاني علاقات وثيقة مع المجاهدين الأجانب، بمن فيهم أسامة بن لادن، وأصبح أحد أقرب مرشديه. تعهدت شبكة حقاني بالولاء لحركة طالبان في عام 1995، وأصبحت فرعًا مُدمجًا بشكل متزايد في الجماعة منذ ذلك الحين. نفى قادة طالبان وحقاني وجود «الشبكة»، قائلين إنها لا تختلف عن حركة طالبان. في عام 2012، صنفت الولايات المتحدة شبكة حقاني منظمةً إرهابية. في 2015، حظرت باكستان شبكة حقاني كجزء من خطة العمل الوطني.
أُلقي اللوم على شبكة حقاني في بعض الهجمات الأكثر دموية خلال الحرب في أفغانستان (بين عامي 2001 و2021)، إذ اشتُهرت المجموعة باستخدام المتفجرات الانتحارية بشكل متكرر وتنفيذ هجمات معقدة. لطالما اشتبهت الولايات المتحدة بوجود علاقة بين المجموعة والمؤسسة العسكرية الباكستانية، وهو ادعاء نفته باكستان. كما اشتُبه بقيامهم بأنشطة إجرامية مثل التهريب والاتجار بالبشر عبر الحدود الأفغانية الباكستانية. إلى جانب القاعدة، تتمتع شبكة حقاني بعلاقات وثيقة مع جماعة جيش محمد المناهضة للهند وجماعة لشكر طيبة. بعد سقوط كابول (2021)، كُلفت المجموعة من قبل طالبان بمسؤولية الحفاظ على الأمن الداخلي. وصفت صحيفة وول ستريت جورنال المجموعة بأنها «أكثر فروع طالبان تطرفًا وعنفًا».

## خلفية عامة
تتخذ من شمال وزيرستان الباكستانية المتاخمة للحدود الأفغانية قاعدة لها، وتدير هناك مدارس دينية ومعسكرات لتدريب المقاتلين، وفقا لتقارير استخبارية، وتركز معظم نشاطها العسكري في شرقي أفغانستان، خاصة في ولايات بكتيا وخوست، وامتد إلى ولايات أخرى مثل وردك.
شبكة حقاني أقل عددا من حركة طالبان، ولكن رجالها أكثر تدريبا، ولهم أسلوبهم الخاص في الحركة والقتال يدل على قدرتهم العالية في هذا المجال، حيث إن مقاتلي الشبكة يتسربون من باكستان إلى أفغانستان، عبر ممرات جبلية قديمة. ويقاتل أعضاء الشبكة بشكل عام في أفغانستان، وكل فرقة منهم تقاتل لعدة أسابيع، ثم تعود إلى باكستان مرة أخرى.
وفي أثناء قتالهم على الأراضي الأفغانية، يتبع أعضاء الشبكة دائما أسلوب التنقل الدائم من قرية إلى قرية، ولا يبيتون في أي مكان أكثر من ليلة واحدة، كما أنهم نادرا ما يستخدمون الهواتف النقالة، حتى لا يتم رصدهم، كما أنهم يتمتعون بالبراعة في استخدام المنطقة العازلة على الحدود الباكستانية.
بالإضافة إلى ذلك، فإن الشبكة تتبع أسلوب «التنظيم الخيطي»، حيث لا يعلم كل تشكيل أي شيء عن التشكيل الآخر، وحتى المقاتلون لا يعرفون قادتهم في باكستان.

## انتماؤهم القبلي
إن أعضاء هذه الشبكة هم من قبائل البشتون ومن قبيلة «زدران» التي تتواجد في ولاية بكتيكا كان لشبكة حقاني تواجدا فعّالا ونشطا في عمليات المقاومة ضد الاتحاد السوفييتي.

## حلفاء شبكة حقاني
تعد مجالس كويتا، مجلس شمشاتو باجافا ومجلس ميرانشاه باعتبارها من المتحالفين والمتعاونين مع شبكة حقاني.
المقر الرئيسي لمجلس كويته هو في مدينة كويته الباكستانية وقائده ملا محمد عمر أن هذه الجماعة هي أكثر الجماعات الإيديولوجية في جماعات طالبان التي تسعى إلى تشكيل حكومة إسلامية في أفغانستان ولها انشطة مكثفة في مناطق ولايات هلمند، قندهار وأيضا في شرق أفغانستان
- مجلس كويته يصر على خروج كامل القوات الأجنبية من أفغانستان وتعارض حكومة الرئيس الأفغاني حامد كرزاي بشدة. الأمريكان يطلقون على هذه المجموعة بطالبان المتطرفة.
- مجلس «شمشاتو باجافا» في الواقع يتكون من مجموعة «شمشاتو» ومجلس «باجافا» الذي يكون مقرهما على الحدود الباكستانية ومدينة بيشاور. تعمل هذه المجموعات تحت إشراف قلب الدين حكمتيار وكان لهما دورا مهما في القتال ضد الاتحاد السوفيتي. إن هذه المجموعة هي أكثر اعتدالية بالمقارنة مع شبكة حقاني ومجلس كويتا وأكثر ما يحبون أن يسمونهم «الحزب الإسلامي» لحكمتيار بدل عنوان طالبان الواسع.
- مجلس ميرانشاه أيضا يعمل تحت إشراف شبكة حقاني. مدينة ميرانشاه في غربي باكستان هي المقر الرئيسي لهذا المجلس
من بين الشخصيات البارزة يمكن الإشارة إلى فضل الرحمن وسميع الحق اللذان هما من أعضاء جمعية علماء الإسلام ويعتبرون من مناصرين شبكة حقاني.

## النشأة والتأسيس
أنشأها جلال الدين حقاني الذي برز اسمه في عقد الثمانينيات، وحصل على دعم من الولايات المتحدة والمملكة العربية السعودية لقتال القوات السوفياتية إبان احتلالها لأفغانستان في ثمانينيات القرن الماضي. وهي من أكثر جماعات المقاومة مهابة في الشريط القبلي وأفغانستان.
ويقول رحيم الله يوسف ضي خبير الشؤون القبلية الباكستاني «كان لديه قواعد في شمال وزيرستان وحظي بدعم قبائل الباشتون على الحدود خلال الحرب على الشيوعيين. وقد عاد بعد سقوط طالبان اليها».
ولدى حقاني قواعد تدريبية في شرق أفغانستان وهو على صلة وثيقة بالقاعدة ويدين بالولاء للملا عمر ويستخدم صلاته بالجماعات المتشددة لاستهداف القوات الأمريكية عبر شرقي أفغانستان وجنوب شرقها وداخل العاصمة كابول.
تتخذ اسمها من (جلال الدين حقاني-1950) بطل المقاومة ضد الإتحاد السوفيتي في الثمانينات، والوزير السابق في حكومة طالبان خلال فترة التسعينات، وقد انضم بعد ذلك إلى نظام طالبان، وينتمي حقاني إلى قبيلة جادان، وهي قبيلة بشتونية في ولاية بكتيا.
وإثر سقوط نظام طالبان في أواخر العام 2001 حمل السلاح ضد حكومة كابول المُقرّبة من الأمريكيين وضد قوات حلف شمال الأطلسي.

## القيادة
وتتكون قيادة شبكة حقاني من الأبناء الثلاثة الكبار لمؤسسها، حيث يتزعمها اليوم سراج الدين حقاني، الذي تصفه القوات الأمريكية في أفغانستان بأنه «أحد أخطر أعدائها»، ورصدت واشنطن جائزة قيمتها عشرة ملايين دولار لاعتقاله. ومنهم أيضاً ناصر الدين حقاني الذي تعتقد الأمم المتحدة أنه يجيد التحدث بالعربية.

## العلاقة مع طالبان
ورغم أنها تُعتبر جزءا من المظلة الأوسع لطالبان التي يقودها الملا محمد عمر ومجلس شورى كويتا الذي يرأسه، وهو مجلس شورى طالبان، فإن شبكة حقاني تحتفظ بخطوطها الخاصة للقيادة والعمليات. وتركز معظم نشاطها العسكري في شرقي أفغانستان خاصة في ولايات بكتيا وبكتيكا وخوست، وامتد إلى ولايات أخرى مثل وردك

## عمليات مشهورة
في يوم 22 مايو 2011 قامت شبكة حقاني ومجلس كويته بصورة مشتركة مهاجمة قاعدة مهران البحرية في مدينة كراتشي. رغم أن هذه القاعدة البحرية تعود الي باكستان لكن يُقال أن الأمريكيين من هذه القاعدة قامت بإلقاء أسامة بن لادن في البحر. لكن الأمريكيين أيضا أنشأوا مقر قنصلية كبير لهم الذي يشرف على البحر وبإنشاء رصيف بحري خاص لهم يقومون بإدخال وإخراج قواتهم إلى باكستان مباشرة. أيضا حولوا 200 شقة سكنية في كراتشي إلى قواعد لمجموعاتهم الأمنية.
وصدر يوم الأربعاء (29 شوال 1432 الموافق/28 أيلول 2011 م) بيانا عن طالبان بعنوان «بيان الإمارة الإسلامية حول الادعاءات (الاتهامات) الأخيرة لأمريكا»، والذي نشر عبر موقع الإمارة الإسلامية، وموقع مجلة «الصمود» الفتية، والمواقع الأخرى، وتدور رحى البيان على أن المولوي جلال الدين «حقاني» (ركن مهم من أركان الإمارة الإسلامية، وعضو فعال في «المجلس القيادي لإمارة أفغانستان الإسلامية» كما يؤكد على التماسك الشديد بين المجاهدين من وحدة الصف، جمع الشمل، وحدة الكلمة، ووحدة الهدف في كافة زوايا البلاد وأقطارها. ومن سياق البيان وفحواه ومن تاريخ صدوره يظهر جليا أن المقصود الأول هو الدفاع عن هذا وأبنائه الصالحين وأتباعه المجاهدين، وتوجيه إنذار لكل من يمس كرامته، أو يعزوه للآخرين، أو يهدده بالإرهاب، أو يتهمه بما لا يرضاه، فإنه ليس وحيدا ولا قائد فرقة صغيرة، بل هو أمة بمعنى الكلمة، وقائد كبير من قادة الإمارة الإسلامية، بل هو شخص يوقره الشعب بأسره، ويقف معه بكل ما لديهم من القوة، فالحذرَ الحذرَ من أن يُمَسَّ جانبُه بسوء، أو يصاب في أهله وذويه بأذى ومكروه.)

## تصنيفها أمريكيا كمنظمة إرهابية
وقد تبنّى حقاني في السنوات الأخيرة عمليات استشهادية وهجمات معقدة استهدفت مناطق حضرية، وقد جعل ذلك من جماعته تهديدا رئيسيا للمكاسب العسكرية والاستقرار السياسي للاحتلال الأمريكي والنظام الموالي له في أفغانستان.

## إدراج رجال الشبكة على قائمة 1988 (2011) التابعة لمجلس الأمن
1- جلال الدين حقاني، أُدرج في 31 كانون الثاني/يناير 2001
2- سراج الدين جلال الدين حقاني، أدرج في 13 أيلول/سبتمبر 2007
3- ناصر الدين حقاني، أُدرج في 20 تموز/يوليو 2010
4- خليل أحمد حقاني، أُدرج في 9 شباط/فبراير 2011
5- بدر الدين حقاني،11 أيار/مايو 2011 وهو قائد عمليات الشبكة.
ووفقا للقرار 1988 (2011)، ألزم مجلس الأمن جميع الدول بما يلي:
•القيام دون إبطاء بتجميد الأموال والأصول المالية أو الموارد الاقتصادية الأخرى، بما في ذلك الأموال المتأتية من ممتلكات تخصهم أو يتحكمون فيها بشكل مباشر أو غير مباشر.
•منع دخولهم إلى أراضيها أو مرورهم العابر بها.
•منع توريد الأسلحة وما يتصل بها من معدات، بما في ذلك المعدات العسكرية وشبه العسكرية، أو بيعها أو نقلها، بطرق مباشرة أو غير مباشرة، وكذلك منع تقديم أي مشورة فنية أو مساعدة أو تدريب يتصل بالأنشطة العسكرية فيما يتعلق بهؤلاء الأفراد.

## إدراج رجال الشبكة على لائحة المنظمات التي تصفها أمريكا بالإرهابية
وفي مايو/أيار 2011, أعلنت وزيرة الخارجية الأميركية هيلاري كلينتون أن بلادها وضعت شبكة حقاني على لائحة المنظمات التي توصف بالإرهابية.
واتهمت الولايات المتحدة الشبكة بأنها مرتبطة بتنظيم القاعدة، وبأنها سمحت لأسامة بن لادن -الذي اغتالته قوة أميركية مطلع مايو/أيار 2011 بباكستان- بإقامة معسكرات تدريب في معاقلها بشرقي أفغانستان.

## منهجها الجهادي
نشرت مجلة النيوزويك عرضاً لكتاب صدر عن «شبكة حقاني» وقدم له زعيمها الفعلي سراج الدين حقاني، نجل القائد الميداني المعروف جلال الدين.
يطرح طرحاً جديداً لهذه الحركة التي تنشط في شمال وزيرستان، وهو أنها تدعو إلى شن هجمات خارج إقليمي باكستان وأفغانستان.
الكتاب المكوّن من 144 صفحة وطُبع منه نحو 10 آلاف نسخة وتم تصويره وتوزيعه في الإقليم ما بين أفغانستان وباكستان، وقد صدر بلغة الباشتو –اللغة الأكثر انتشاراً في المنطقة-، وفي هذا دلالات على نجاح إستراتيجية التيار السلفي-الجهادي, في تحويل الجهاد، كما يعرفونه، إلى ظاهرة محلية.
منذ عام 2008 برزت هذه الاستراتيجية بسعي القاعدة إلى جعل المحليين يتبنون إيديولجيتهم، وليس فقط استضافتهم في مناطقهم، ويبدو أن هذه الاستراتيجية تسجل نجاحاً في تلك المنطقة، فمثلاً من الأفكار الرئيسية في كتاب حقاني، الذي يمدح القاعدة، بـ «وجوب الجهاد دون إذن الأبوين»، و «جواز العمليات الاستشهادية في الإسلام», ولعل في ذلك مؤشرات عن التغير الإيديولوجي لدى المجموعات المسلحة في تلك المنطقة.

## مواضيع ذات صلة
- أسامة بن لادن.
- ملا محمد عمر.
- القاعدة.
- طالبان.
- سلفية جهادية